# Gérson da Silva
Gérson Pereira da Silva (Rio de Janeiro, 23 settembre 1965 – Guarujá, 16 settembre 1994) è stato un calciatore brasiliano, di ruolo attaccante.

## Caratteristiche tecniche
Giocava come attaccante; grazie alle sue abilità realizzative è stato per tre volte capocannoniere della Coppa del Brasile.

## Carriera

### Club
Gérson iniziò a mettersi in evidenza a diciotto anni, diventando capocannoniere della Copa São Paulo de Futebol Júnior 1984 con il Santos.
Dopo aver giocato per Guarani di Campinas e Paulista di Jundiaí, si trasferì all'Atlético Mineiro, dove si conquistò la Nazionale segnando molte reti, e all'Internacional di Porto Alegre. Nell'arco di quattro anni conquistò per tre volte il titolo di capocannoniere della Coppa del Brasile, impresa mai ripetuta da nessun altro calciatore. Nel 1991 segnò cinque reti nella sconfitta con più ampio margine della storia della Coppa del Brasile, l'11 a 0 dell'Atlético Mineiro sul Caiçara di Campo Maior al Mineirão.
Con l'Internacional venne soprannominato Nego Gérson e si rese protagonista nelle vittorie di Copa do Brasil 1992 (in cui marcò nove delle diciotto reti complessive segnate dalla sua squadra) e del Campeonato Gaúcho. Morì nel 1994, vittima di una toxoplasmosi, pochi mesi dopo aver cessato gli allenamenti per problemi di salute; secondo la dirigenza dell'Internacional, Gérson era anche portatore del virus HIV.

### Nazionale
Ha giocato e vinto il campionato del mondo Under-20 1985, giocando sei partite e segnando tre reti; poi ha debuttato in Nazionale maggiore nel 1989 contro la Svezia, giocando complessivamente 4 incontri.

## Palmarès

### Club
- Campionato Mineiro: 1

Atlético Mineiro: 1988, 1989
- Campionato Gaúcho: 2

Internacional: 1991, 1992
- Coppa del Brasile: 1

Internacional: 1992

### Nazionale
- Campionato mondiale Under-20: 1

URSS 1985

### Individuale
- Scarpa d'oro del campionato del mondo Under-20: 1

URSS 1985 (3 gol)
- Capocannoniere della Coppa del Brasile: 3

1989 (7 gol), 1991 (6 gol), 1992 (9 gol)